# 静公 (晋)
静公（せいこう、生没年不詳）は、中国戦国時代の晋の最後の君主。姓は姫、名は倶酒。

## 生涯
晋の孝公の子として生まれた。紀元前357年頃、孝公が死去すると、後を嗣いで静公が晋公として即位した。紀元前349年頃、魏・韓・趙が晋を滅ぼしてその地を三分した。静公は身柄を移されて家人とされ、晋の祭祀は絶えた。一説に韓出身の女性に殺害されたともいう。